# Niasana borneana
Niasana borneana là một loài bướm đêm thuộc phân họ Arctiinae, họ Erebidae.